# Joaquín Real
Joaquín Real Suárez (24 de mayo de 1941 – 4 de abril de 2018) fue un remero olímpico español que compitió como timonel en la prueba de dos con timonel en los Juegos Olímpicos de Roma 1960 junto a José Antonio Sahuquillo y Enrique Castelló.
También destacó en el mundo del baloncesto. Con el Club Náutico Sevilla, llegó a participar en la fase final de la Copa del Generalísimo en la temporada 1964/1965. También ocupó el cargo de vocal de baloncesto durante más de una década desde 1967.